# Nagy Szeder István (építész, 1876–1936)
Idősebb Nagy Szeder István (Kiskunhalas, 1876. szeptember 8. – Kiskunhalas, 1936. október 18.), építész, helytörténész.

## Élete és pályája
Nagy Szeder István a kiskunhalasi gimnáziumban kezdte a tanulmányait, majd a budapesti Felső Építőipari Iskola elvégzése után építészként dolgozott.
Építési vállalkozóként részt vett munkákban a kiskunhalasi Takarékpénztár építésénél és bővítésénél, a Schneider Ignác és Utódai Cég telepének létrehozásánál és a helyi Adóhivatal építésénél. Az első világháború idején századosi rangban harcolt.
Az 1920-as években megbízták a kiskunhalasi városi levéltár rendezésével. Ettől kezdve kezdett el komolyan foglalkozni Kiskunhalas helytörténetével. Különböző folyóiratokban építészeti írásai mellett helytörténeti munkái is megjelentek. Végül két kiskunhalasi helytörténeti kötetsorozata jelent meg nagy nehézségek és hatalmas saját anyagi ráfordítás révén.
Fia, ifj. Nagy Szeder István szintén kiváló építész volt.

## Művei
- Adatok Kiskun-Halas város történetéhez 1-3. köt. – Kiskunhalas: Szerző, 1923 – 1926.
- Boszorkányperek Halason 1751 és 1759 In: Nagy Szeder István: Adatok Kiskun-Halas város történetéhez 1. köt. – Kiskunhalas: Szerző, 1923. – 111-127. p.
- Halas 1699-ben: Fordítás az Országos Levéltárban levő összeírásokról In: Nagy Szeder István: Adatok Kiskun-Halas város történetéhez 1. köt. – Kiskunhalas: Szerző, 1923.
- Halas város vagyoni állása 1751 és 1779-ben In: Nagy Szeder István: Adatok Kiskun-Halas város történetéhez 2. köt. – Kiskunhalas: Szerző, 1925.
- Halasi családok 1720 előttről összeállított névsora és a halasi nemesek 1761-ben In: Nagy Szeder István: Adatok Kiskun-Halas város történetéhez 1. köt. – Kiskunhalas: Szerző, 1923.
- Halasi írók és munkáik In: Nagy Szeder István: Kiskun-Halas város története oklevéltárral 3. köt. Kiskun-Halas város egyházainak, iskoláinak és közművelődésének története – Kiskunhalas: Szerző, 1936.
- A halasi nép lázadása a város tanácsa ellen 1766. évben In: Nagy Szeder István: Adatok Kiskun-Halas város történetéhez 2. köt. – Kiskunhalas, Szerző, 1925.
- A halasi református templom története In: Nagy Szeder István: Adatok Kiskun-Halas város történetéhez 1. köt. – Kiskunhalas: Szerző, 1923.
- Házasságtörők bűnhődése Halason a XVIII. század elején In: Nagy Szeder István: Adatok Kiskun-Halas város történetéhez 2. köt. – Kiskunhalas: Szerző, 1925.
- Kiskun-Halas város egyházainak, iskoláinak és közművelődésének története In: Nagy Szeder István: Kiskun-Halas város története oklevéltárral 3. köt. – Kiskunhalas: Szerző, 1936.
- Kiskun-Halas város gazdaságtörténete In: Nagy Szeder István: Kiskun-Halas város története oklevéltárral 4. köt. – Kiskunhalas: Szerző, 1935.
- Kiskun-Halas város története oklevéltárral 1-4. köt. – Kiskunhalas: Szerző, 1926-1936.
- 1. köt.: A redemptió előtti kor 1745-ig 1-2. füzet – 1926.
- 2. köt.: A redemptio utáni kor 1745-től kezdve – [Nyomtatásban] megjelent 1993-ban
- 3. köt.: Kiskun-Halas város egyházainak, iskoláinak és közművelődésének története – 1936.
- 4. köt.: Kiskun-Halas város gazdaságtörténete – 1935.
- Redemptio az az Kis-Kun-Halas város területének 1745-ben történt megváltására vonatkozó adatok In: Nagy Szeder István: Adatok Kiskun-Halas város történetéhez 1. köt. – Kiskunhalas: Szerző, 1923.
- A redemptio előtti kor 1745-ig In: Nagy Szeder István: Kiskun-Halas város története oklevéltárral 1. köt. – Kiskunhalas: Szerző, 1926.
- A redemptio utáni kor 1745-től kezdve = Nagy Szeder István: Kiskunhalas város története oklevéltárral 2. köt. – Kiskunhalas, 1936. – [Nyomtatásban] megjelent a Sepsi család kiadásában, 1993.
- A római katolikus lakosok betelepítésének iratai In: Nagy Szeder István: Adatok Kiskun-Halas város történetéhez 2. köt. – Kiskunhalas: Szerző, 1925.
- A zsidók betelepedésének okmányai In: Nagy Szeder István: Adatok Kiskun-Halas város történetéhez 2. köt. – Kiskunhalas: Szerző, 1925.